# Edition Hamouda
Die Edition Hamouda ist ein Verlag mit Sitz in Leipzig. Er wurde im Januar 2006 mit dem Ziel gegründet, einen Beitrag für den „Kulturdialog“ zu leisten. Belletristik, Geisteswissenschaften und Kulturgeschichte sind Schwerpunkte des Verlages. Vorrangig werden Originaltexte in deutscher Sprache und Übersetzungen, die im Einklang mit dem Verlagsziel stehen, veröffentlicht.

## Ausrichtung
Den Kulturdialog versteht die Edition Hamouda in doppelter Hinsicht. Er ist einerseits eine Brücke zwischen zwei Kulturkreisen, die es zu bauen, und andererseits der Dialog innerhalb eines Kulturkreises, den es zu vertiefen gilt. Hier sollen literarische Werke vergessener Zeiten wiederentdeckt und herausgegeben werden. Die Bestsellerautorin des 19. Jahrhunderts Eugenie Marlitt, der Journalist und Freiheitskämpfer August Peters oder die Frauenrechtlerin Luise Büchner sind Beispiele dafür.

## Verlagsprogramm
Romane und Jugendbücher von Franjo Terhart, Gisela Karau, Frank Kreisler und Kristin Petrasch und Sach- und Fachbücher von Georg Schuppener sind bis jetzt erschienen. Werke vom tunesischen Schriftsteller Mahmoud Messadi und dem jordanischen Journalisten und Romancier Ghalib Halasa bilden den Grundstock für die ersten Übersetzungen.
Anfang März 2009 ist in der Edition Hamouda die Kulturzeitschrift Liaisons. Magazin für den Kulturdialog erstmals erschienen. Die Zeitschrift möchte den Kulturdialog zwischen den Ländern Europas und den Mittelmeer-Anrainerstaaten fördern und intensivieren. Liaisons erscheint zweimal im Jahr.